# 许苏民
许苏民（1952年12月8日—2024年3月10日），男，江苏如皋人，南京大学中国思想家研究中心教授。教育部马克思主义理论研究和建设工程重点教材书目《中国思想史》首席专家。

## 生平
1971至1976年先后在湖北襄樊（现襄阳市）总字某部队五七干校、襄樊市棉织厂、襄樊市委宣传部工作。1978年2月考入华中工学院（现华中科技大学）哲学所师资班，1981年2月经国家教委特批跳级提前一年毕业，留校任教，获学士学位。进修于武汉大学中国哲学专业，师从萧萐父先生。
1984年起，担任湖北省社会科学院哲学研究所科研人员、研究员、所长。1992年评聘为研究员，1996年被批准为享受国务院政府特殊津贴的专家。1999年被列为湖北省社会科学院首批中青年学术带头人。
2002年被聘为南京大学中国思想家研究中心教授、历史系博士生导师，武汉大学、湖北大学、华中科技大学兼职教授，其学术成就被收入《当代中国50位哲学家》中。2024年3月10日在南京辞世，享年72岁。

## 奖项和荣誉
专著《中华民族文化心理简论》1990年获滇版图书二等奖，著名学者王沪宁在其《当代中国村落家族文化──对中国社会现代化的一项探索》（上海，1992）一書中肯定地引证了该书的论述，并列为主要参考文献。
国家社科基金后期资助项目成果《16-20世纪中西哲学比较研究的历程》获得国家出版基金资助，被多位鉴定专家评价为“填补了国内外学术界至今未有一本跨越400年中西哲学比较研究史的空白”。

## 主要著作
- 1、《中华民族文化心理素质简论》，云南人民出版社，1987年
- 2、《文化哲学》，上海人民出版社，1990年
- 3、《历史的悲剧意识》，上海人民出版社，1992年
- 4、《比较文化研究史（中学西渐卷，西学东渐卷）》，云南人民出版社，1992年
- 5、《李光地传论》，厦门大学出版社，1992年
- 6、《明清启蒙学术流变》（“国学丛书”之一，与萧萐父先生合著），辽宁教育出版社，1995年
- 7、《李贽的真与奇》，南京出版社，1998年
- 8、《许苏民集》，学林出版社，1998年
- 9、《戴震与中国文化》，贵州人民出版社，2000年
- 10、《人文精神论》，湖北人民出版社，2000年
- 11、《王夫之评传》（“中国思想家评传”丛书之一，与萧萐父先生合著），南京大学出版社，2002年
- 12、《学问、智慧与性灵──朴学与长江文化》，湖北教育出版社，2003年
- 13、《历代小品禅语》，崇文书局，2004年
- 14、《顾炎武评传》，南京大学出版社，2006年
- 15、《李贽评传》，南京大学出版社，2006年
- 16、《中西哲学比较研究史》，南京大学出版社，2014年